# Tanne (Heraldik)
Die Tanne ist in der Heraldik eine gemeine Figur mit unterschiedlicher Symbolik. Man spricht auch von Fichte, die beiden Bäume werden im allgemein heraldisch nicht unterschieden.

## Darstellung und Blasonierung
Sie wird als immergrüner vorwiegend stark stilisierter Baum im Wappen dargestellt und steht für Beständigkeit und Treue. Viele waldreiche Gemeinden haben im Wappenschild meist eine Tanne. Sind mehrere Bäume dargestellt, beschränkt sich der Heraldiker auf die Anzahl drei.
Der Stamm kann andersfarbig sein. Es gibt auch Wappen mit natürlich wirkender Tanne.
Auch ist es möglich, die Wurzeln darzustellen; man spricht von bewurzelt oder mit Wurzelwerk. Dabei steht der Baum normalerweise noch am Boden, eine ausgerissene Tanne ist so oder schwebend zu beschreiben.

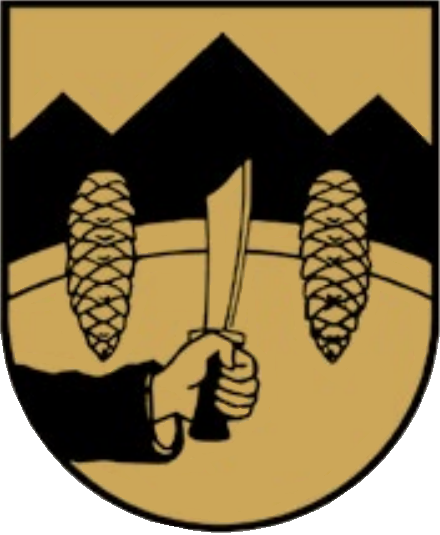
Zwei gestürzte konturierte Fichtenzapfen (Hohentauern, AT)

Stark stilisiert (Špindlerův Mlýn/Spindlersmühle, CZ)

Es gibt auch die Darstellung mit Zapfen (bezapfte Tanne). Dabei zeigt sich, dass die Tanne die heraldische Grundform ist, denn die Zapfen sind in ihrer Normalform – wie in der Natur – stehend, hängende Zapfen werden so oder gestürzt blasoniert: Das wäre dann die natürliche Fruchtform der Fichte, daher wird diese – entgegen der Wuchsart – heraldisch als Fichte mit gestürzten Zapfen beschrieben. Die Zapfen sind üblicherweise naturfarben (braun).

## Varianten
Oftmals findet sich auch nur ein Tannenzweig oder der Tannenzapfen in unterschiedlicher Anzahl und Form (Beispiel Sarrant). Letzterer wird vorwiegend in silber oder gold tingiert. Die Zapfenspitze zeigt nach oben (was eine echte Tanne wäre), wenn er nicht mit einem Zweig im Schild ist (was eine Fichte darstellen würde). Die Zapfen können als Dreipass oder 2:1 stehen.
Mit dem Begriff Tanne sind das Tannenkreuz (alle Kreuzarme haben einen stilisierten Tannenzweig), und der Tannenschnitt verbunden.

## Verwendung und Beispiele
Besonders in der finnischen Heraldik ist Tanne verbreitet.
Auch redend kommt die Tanne beispielsweise in den Wappen der Gemeinden Thann (Elsass), Tanne (Harz) und Tann (Rhön) vor.

Tannenkreuz im Wappen von Hunding (Niederbayern)
Baumstamm von Schwert überdeckt: Mauerstetten/Ostallgäu
Bewurzelte Fichte in Viechtach, Bayerischer Wald
Als natürliche Tanne blasoniert: Adelmannsfelden, Baden-Württemberg
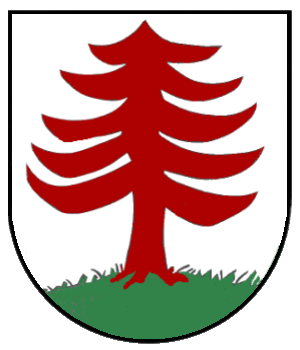
Rote Tanne: Ammertsweiler, Baden-Württemberg
Deckenpfronn begnügt sich mit einem Tannenzweig, welcher die Nähe zum Schwarzwald betonen soll
Drei Tannen mit Wurzelwerk Frankenhardt, Baden-Württemberg
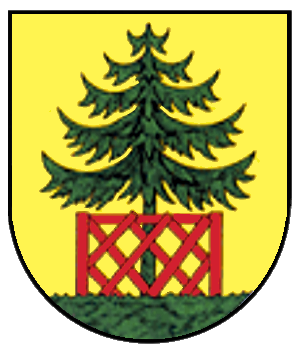
Wappen von Ohmenheim, Baden-Württemberg
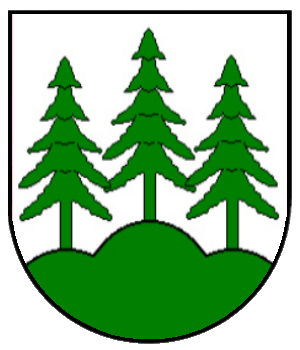
Wappen von Pommertsweiler, Baden-Württemberg
Wappen von Tannhausen, Baden-Württemberg
VS-Tannheim, Baden-Württemberg
Drei Tannen auf drei Hügeln im Wappen von Tannheim, Baden-Württemberg
Mit Eichhörnchen: Wappen von Titisee-Neustadt, Baden-Württemberg
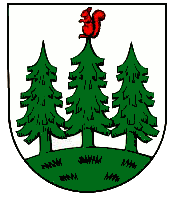
Wappen von Auma, Thüringen
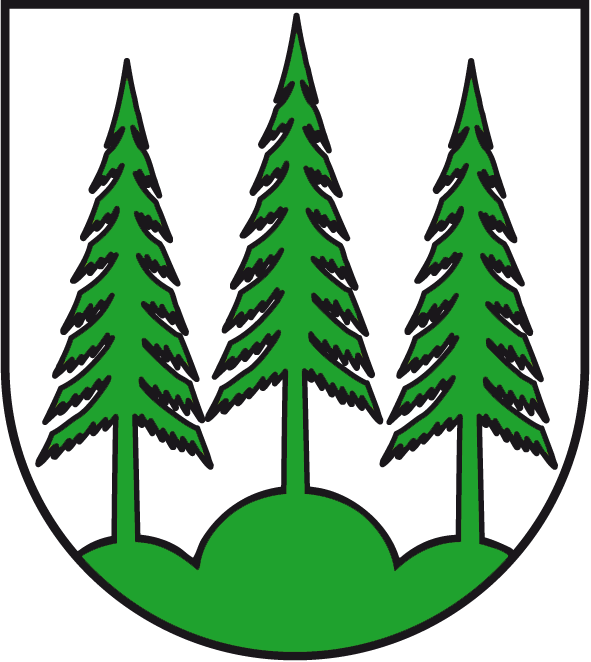
Wappen von Tanne (Harz), Sachsen-Anhalt
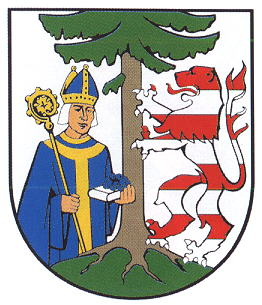
Wappen von Bad Tennstedt, Thüringen
Stilisierter Tannenschnitt im Wappen von Heinersdorf an der Tafelfichte/CZ
Grün-silberner Tannenschnitt im Wappen von Nentershausen (Hessen) (schlechter Schnitt, da die Spitzen in gestürzter Form gerundet sind)
Stilisierter Tannenschnitt im Wappen von Varpaisjärvi, Finnland
Bewurzelte stilisierte Tanne mit Zapfen im Wappen von Kuusankoski, Finnland
Elf stilisierte Tannen in Kristinestadt/Kristiinankaupunki (Finnland)
Tanne auf Dreiberg im Wappen von Densbüren AG, Schweiz
Schwebende Tannen mit Wurzelwerk im Wappen von Lax VS, Schweiz
Eine bewurzelte Tanne im Wappen von Trachselwald BE, Schweiz